# Índice de calidad del agua en Chile
Los índices de calidad del agua en Chile son una cuantificación de las propiedades relevantes de un cuerpo de agua, ya sea río, lago, canal, etc., para un determinado objetivo sea este su uso como agua potable, de riego, para procesos industriales, fines turísticos, escénicos o la protección del medio ambiente.

## Consecuencias en la salud y producción
La presencia excesiva de algunos elementos químicos o físicos, representada por su concentración o algún otro parámetro, puede tener consecuencias dañinas para la salud humana o animal o para la producción. Un informe de la DGA sintetiza brevemente los resultados de una presencia de algunos elementos nocivos:: 4–3 
Parámetros físico-químicos
- Conductividad eléctrica: representa la presencia total de sales en el agua. Impide el crecimiento de cultivos sensibles, bloquea los sistemas de riego por goteo y a la larga acumula las sales en el suelo.
- Arsénico: El consumo prolongado de concentraciones de arsénico en el agua tiene efectos crónicos, como enfermedades cutáneas tales como melanosis, queratosis y cáncer de piel; cáncer de vejiga, riñón y pulmón; enfermedades de los vasos sanguíneos de las piernas y pies, y posiblemente también diabetes, hipertensión arterial, trastornos reproductivos y menoscabo del desarrollo intelectual en la infancia. La intoxicación por arsénico (arsenicismo) se manifiesta de forma característica a lo largo de un periodo de cinco a 20 años. Algunos efectos del consumo de arsénico son irreversibles, por lo que se debe prevenir la exposición humana al elemento.
- Boro: Altas concentraciones de boro en el riego pueden provocar efectos negativos en cultivos tolerantes como mora, durazno, cereza, uva, cebolla, ajo, camote, trigo, cebada, girasol, frutillar, alcachofa y porotos. Otros cultivos menos sensibles son pimienta roja, arveja, zanahoria, rábano, papa y pepino.
- Cloruro: Hay cultivos de alta sensibilidad al elemento, como cítricos, frutilla, soya, cebolla, lechuga, papa y tabaco; de sensibilidad moderada son espinaca, alfalfa, tomate, brócoli, maíz; la sequía y la combinación con fertilizantes basados en cloruro puede multiplicar el efecto.
- Cobre: Tiene efectos bactericidas y es tóxico para algunos peces, dependiendo de la presencia y características químicas del agua. Los cultivos con mayor sensibilidad al cobre verán afectada su productividad ante altas concentraciones.
- Hierro: Altas concentraciones de hierro cambian el color, olor y sabor en el agua. El depósito de hierro en los sistemas de riego puede afectar bombas, tuberías y a las plantas. No es tóxico para las plantas en suelos aireados, pero puede contribuir a la acidificación del suelo y pérdida de disponibilidad de fósforo y molibdeno esencial.
- Manganeso: Es tóxico para muchos cultivos en suelos ácidos, por lo que se debe cuidar su concentración en el riego de este tipo de suelos.
- Molibdeno: Puede tener consecuencias tóxicas para el ganado, cuando el forraje proviene de suelos con altas concentraciones de este elemento, debido a su absorción y concentración en las plantas.
- Mercurio: Puede provocar efectos en el riego sobre cultivos sensibles como zanahorias, lechugas, porotos, cebada, arroz, cereal, entre otros.
- Sulfatos: Pueden aumentar a la acidificación de los terrenos de cultivo, aunque no tiene efectos tóxicos importantes. Influencia la salinidad del agua, repercutiendo en los valores de conductividad eléctrica al ser el anión predominante en el agua de riego afectando cultivos sensibles, pero los problemas de infiltración/salinidad se pueden mitigar a través de buenas prácticas agrícolas. Cuando los sulfatos se presentan en combinación con calcio, pueden producirse efectos asociados al riego por aspersión, debido a la formación de depósitos e incrustaciones en los sistemas de riego.

Parámetros microbiológicos
- Coliformes totales y fecales: Son el principal medidor del grado de contaminación de las aguas debido a residuos domésticos e industriales orgánicos (principalmente aguas servidas no tratadas) que son directamente perjudiciales para la salud de la población.

## Hidrología de Chile
La extraordinaria configuración del territorio de Chile que recorre varias decenas de grados de latitud, zonas climáticas y alturas, dificultan la tarea de crear un índice general para el país.: 6, 74 
No existe un índice general de este tipo en Chile, aunque diversos autores han creado índices que evalúan la calidad del agua.: 27 

## Normas Secundarias de Calidad Ambiental
La Comisión Nacional para el Medio Ambiente (CONAMA), hoy día Ministerio del Medio Ambiente de Chile, publicó en 2004 una tabla de valores máximos y mínimos establecidos para la dictación de las normas secundarias de calidad ambiental para las aguas aptas para la protección y conservación de las comunidades acuáticas y los usos prioritarios y se han convertido en el marco de desarrollo de las normas ambientales para el agua del país. La lista define rangos y asigna una calificación según ellas, pero no da un valor numérico para la calidad del agua.
| Elementos o compuestos  | Dimensiones | Clase de excepción | Clase 1 | Clase 2 | Clase 3 |
| ----------------------- | ----------- | ------------------ | ------- | ------- | ------- |
| Cobre                   | mg/L        | < 0,0072           | 0,009   | 0,2     | 1       |
| Cromo total             | mg/L        | < 0,008            | 0,01    | 0,1     | 0,1     |
| Hierro                  | mg/L        | < 0,8              | 1       | 5       | 5       |
| Manganeso               | mg/L        | < 0,04             | 0,05    | 0,2     | 0,2     |
| Magnesio                |             |                    |         |         |         |
| Selenio                 | mg/L        | < 0,004            | 0,005   | 0,02    | 0,05    |
| Zinc                    | mg/L        | < 0,096            | 0,12    | 1       | 5       |
|                         |             |                    |         |         |         |
| Arsénico                | mg/L        | < 0,04             | 0,05    | 0,1     | 0,1     |
| Cadmio                  | mg/L        | < 0,0018           | 0,002   | 0,01    | 0,01    |
| Cianuro                 | mg/L        | <0,004             | 0,005   | 0,01    | 0,05    |
| Mercurio                | mg/L        | < 0,00004          | 0,00005 | 0,00005 | 0,001   |
| Nitrato                 |             |                    |         |         |         |
| Nitrito                 | mg/L        | < 0,05             | 0,06    | >0,06   | >0,06   |
| Razón nitrato + nitrito |             |                    |         |         |         |
| Plomo                   | mg/L        | < 0,002            | 0,0025  | 0,2     | 5       |
| Cloruro                 | mg/L        | <80                | 100     | 150     | 200     |
| pH                      | Rango       | 6,5-8,5            | 6,5-8,5 | 6,5-8,5 | 6,5-8,5 |
| Sulfato                 | mg/L        | < 120              | 150     | 500     | 1000    |
| Aluminio                | mg/L        | <0,07              | 0,09    | 0,1     | 5       |
| Boro                    | mg/L        | < 0,4              | 0,5     | 0,75    | 0,75    |
| OD                      | mg/L        | >7,5               | 7,5     | 5,5     | 5       |
| Níquel                  | mg/L        | < 0,042            | 0,052   | 0,2     | 0,2     |
| Plata                   |             |                    |         |         |         |
| Turbiedad               |             |                    |         |         |         |
| Conductividad eléctrica | uS/cm       | < 600              | 750     | 1500    | 2250    |
| DBO5                    | mg/L        | <2                 | 5       | 10      | 20      |
| RAS                     | -           | <2,4               | 3       | 6       | 9       |
| Sólidos Disueltos       | mg/L        | < 400              | 500     | 1000    | 1500    |
| Sólidos suspendidos     | mg/L        | <24                | 30      | 50      | 80      |
| Sulfuro                 | mg/L        | < 0,04             | 0,05    | 0,05    | 0,05    |
| Molibdeno               | mg/L        | < 0,008            | 0,01    | 0,15    | 0,5     |
| Estaño                  | mg/L        | < 0,004            | 0,005   | 0,025   | 0,05    |
| Coliformes fecales      | NMP/100 ml  | < 10               | 1000    | 2000    | 5000    |
| Coliformes totales      | NMP/100 ml  | < 200              | 2000    | 5000    | 10000   |

La clasificación establecida por el Ministerio del Medio Ambiente se especifica en la siguiente tabla:
| Clase de calidad  | Clasificación |
| ----------------- | --- |
| Clase Excepcional | Indica un agua de mejor calidad que la Clase 1, que por su extraordinaria pureza y escasez, forma parte única del patrimonio ambiental de la República. Esta calidad es adecuada también para la conservación de las comunidades acuáticas y demás usos definidos cuyos requerimientos de calidad sean inferiores a esta Clase. |
| Muy buena calidad | Indica un agua adecuada para la protección y conservación de las comunidades acuáticas, para el riego irrestricto y para las usos comprendidos en las Clases 2 y 3. |
| Buena calidad     | Indica un agua adecuada para el desarrollo de la acuicultura, de la pesca deportiva y recreativa, y para los usos comprendidos en la Clase 3. |
| Regular calidad   | Indica un agua adecuada para bebida de animales y para riego restringido. |
| insuficiente      | Las aguas que excedan los límites establecidos para la Clase 3, indicarán un agua de mala calidad (Clase 4), en general no adecuada para la conservación de las comunidades acuáticas o su aprovechamiento para los usos prioritarios sin el tratamiento adecuado.                                                              |

## ICAOBJ
El ICA Objetivo, en adelante ICAOBJ, fue creado para cuantificar el nivel de contaminación por descarga de aguas residuales y categorizar los distintos tramos de un curso de agua superficial evaluando los impactos de las descargas de aguas residuales en los procesos de autopurificación y en los distintos usos del agua. A ello corresponde la selección de parámetros usados:: 28 
- Oxígeno disuelto (OD) en [mg/l], con una ponderación de 0,33
- Demanda bioquímica de oxígeno (DBO) en [mg/l], con una ponderación de 0,33
- Coliformes fecales (CF) en NPM/100 ml, con una ponderación de 0,33
- bajo ninguna circunstancia las aguas superficiales pueden contener elementos dañinos para los humanos, animales o vida acuática.

Una normalización de los valores medidos antes de aplicarlos a la fórmula es necesaria, dado que estos varían grandemente en sus magnitudes. La siguiente tabla entrega el valor asignado al parámetro ICAOBJ, para su aplicación en la fórmula, según sea el valor medido del parámetro:
| Valor asignado | OD     | DBO        | CF         |
| -------------- | ------ | ---------- | ---------- |
|                | mg/l   | mg/l       | NMP/100ml  |
| 1              | OD>5   | DBO<2      | 100<CF<103 |
| 2              | 3<OD<5 | 2<DBO<60   | 103<CF104  |
| 3              | 0<OD<3 | 60<DBO<100 | 104<CF<105 |
| 4              | OD = 0 | DBO≥ 100   | CF>105     |

La fórmula para el cálculo del ICA es del tipo aritmética ponderada: ICAOBJ= 
{\displaystyle {\frac {1}{3}}\sum _{i=1}^{3}q_{i}\cdot w_{i}} Como hemos señalado anteriormente qi es para los tres parámetros igual a 0,33.
Finalmente, se definió la forma de interpretar los resultados mediante la siguiente tabla:: 30 
| Rango ICAOBJ | Calidad  | Interpretación |
| ------------ | -------- | --- |
| 1,0-1,5      | Alta     | Apta para uso potable con filtración directa en lecho granular y desinfección. Uso en riego sin restricción.                                                                |
| 1,5-2,5      | Media    | Requieren procesos convencionales de coagulación, decantación, filtración y desinfección. Uso en riego restringido.                                                         |
| 2,5-3,0      | Baja     | Su uso potable requiere tratamientos avanzados (membranas, carbón activado y ozono) adicionales a los convencionales. Inadecuada para riego de hortalizas de consumo crudo. |
| 3,0-4,0      | Muy baja | No apta para ningún uso. |

## ICA Cade-Idepe (ICAS)
El ICAS fue creado en 2004 por encargo de la Dirección General de Aguas a la empresa de ingenieros Cade-Idepe. Utiliza 6 parámetros obligatorios y otros parámetros que presenten excedencias en el cuerpo de agua.

### Parámetros obligatorios
Los parámetros obligatorios son oxígeno disuelto, pH, conductividad eléctrica, coliformes fecales, demanda bioquímica de oxígeno y sólidos suspendidos. Cada uno de ellos tiene una ponderación de 0.1167. El total de los parámetros relevantes de la NSCA tienen una ponderación total de 0,30 con ponderaciones iguales para cada uno de ellos. Los parámetros tomados desde la NSCA deben ser diferentes a los obligatorios.

### NSCA
En 2004, la entonces CONAMA, hoy Ministerio del Medio Ambiente de Chile, publicó una lista que quedó finalmente con el nombre de Guía Conama para el establecimiento de las normas secundarias de calidad ambiental para aguas continentales superficiales y marinas, en adelante NSCA. La lista define, entre otros, para cada uno de 61 elementos (químicos, biológicos, físicos, etc) que pueden estar presentes en el agua, las dimensiones a utilizar y cuatro casos de su presencia medida en el cuerpo de agua:
1. clase de excepción
2. clase 1
3. clase 2
4. clase 3

Para el caso de la conductividad eléctrica (CE) la dimensión es μS/cm y los rangos CE<600 750 1.500 2.250 .
Al graficar los datos de la CE se obtiene el siguiente diagrama:

Curva de estandarización para la conductividad eléctrica de la muestra de agua. Representa la relación entre el valor medido de un parámetro de calidad de agua y su correspondiente valor normalizado para calcular el índice de calidad del agua.

### Parámetros relevantes de la NSCA
Para el cálculo del ICA Cade-Idepe se deben tomar los elementos cuya presencia en la muestra de agua exceda los límites fijados en la lista.
Basadas en el sistema Water Quality Index elaborado por National Sanitation Foundation de los Estados Unidos de América: A5-14  el ICA Cade-Idepe utiliza ese diagrama, respectivamente los otros, para estandarizar las mediciones de cada parámetro.
En el diagrama de estandarización se puede leer que para una conductividad eléctrica de 2000 μS/cm debe utilizarse una ponderación de 60 para el parámetro CE. Las curvas para cada uno de los 61 parámetros pueden ser vistas en "Diagnóstico y clasificación de los cursos y cuerpos de agua según objetivos de calidad. Informe Final", Volumen 1, páginas A5-14 ff.

### Fórmula de cálculo
La fórmula para el cálculo del ICA es del tipo aritmética ponderada. Si se encuentran m parámetros relevantes el la lista NSCA entonces n=6+m y la fórmula de cálculo para el ICA es: ICA Cade-Idepe= 
{\displaystyle {\frac {1}{n}}\sum _{i=1}^{n}q_{i}\cdot w_{i}} Como hemos señalado anteriormente qi es para los seis parámetros obligatorios igual a 0,1167 y 0,3/m para los restantes m parámetros relevantes.

### Interpretación de los resultados
Así calculado el ICA Cade-Idepe varía entre 0 y 100 y se utiliza la siguiente convención parainterpretarlo:
| Rango  | Calidad             |
| ------ | ------------------- |
| Rango  | Calidad             |
| 90-100 | Excelente-Muy Buena |
| 70-90  | Buena               |
| 50-70  | Regular             |
| 25-50  | Mala                |

Este índice fue utilizado por la Dirección General de Aguas en una serie de estudios de las cuencas hidrográficas de 32 ríos de Chile publicados el año 2004.